# プラーラー

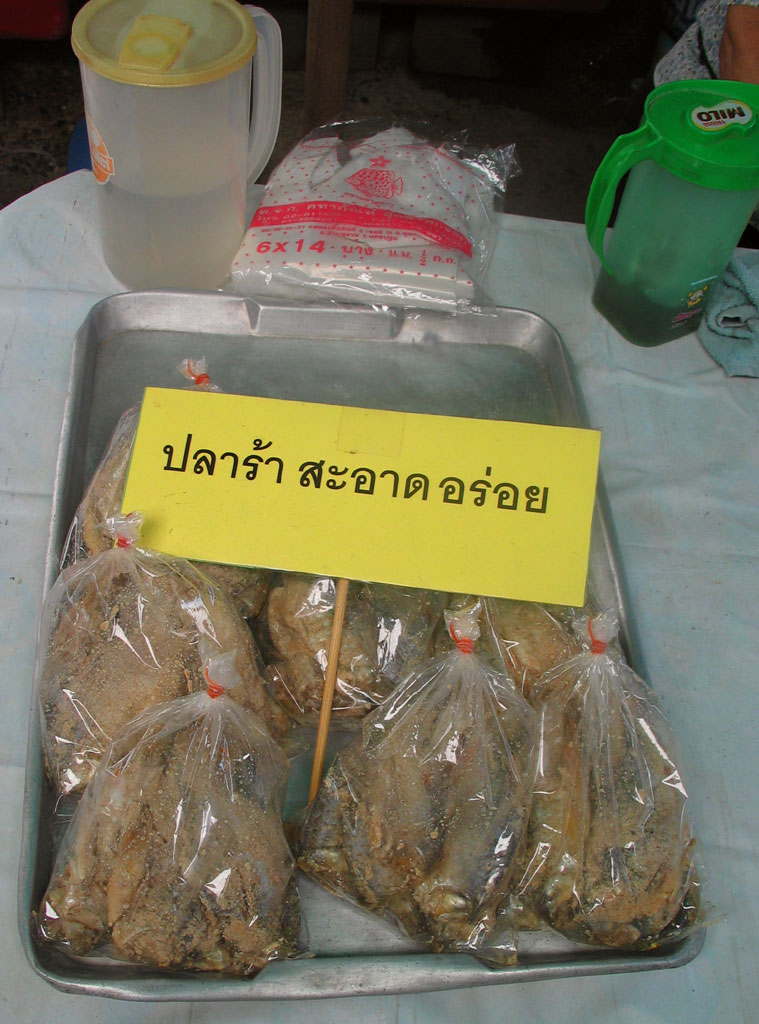
ドンワイの古い市場のプラーラー、ナコーンパトム県

プラーラー（タイ語: ปลาร้า [plaː ráː]、ラオス語: ປາແດກ）は魚を乾煎りして石臼でついた米粉とともに6ヶ月以上塩漬けして醗酵させたもの。タイ北東部イーサーンの料理で一般的な調味料。実際の発音は「バラ」に近くプラーラーを入れたイサーン式青パパイヤサラダは「ソムタムバラ」という。
数種類の魚を漬ける事で作られ、主にライギョ類のプラーチョンから作られる。魚は洗った後切り身に分けられ、塩と米糠と混ぜられる。その後、木蓋のある瓶に入れて3ヶ月から数年間の間醗酵させられる。プラーラーは醗酵した魚の身も上澄み液も利用されるが、上澄み液はナンプラーとしても利用される。
プラーラーは主にイーサーンの調理で加えられ、ソムタムやナム・プリックなどのイーサーン地域発祥の料理に使われている。近年は乾燥させた粉状のプラーラーも市場で販売されている。

## 食用以外での利用
近年のバンコクでの再開発の中、警察と再開発側はバンコクのクローントゥーイ区の商業区で自らの店舗をバリケードにして抵抗していた店舗側を立ち退かせた。乱闘中に、店舗側は薄いビニール袋にプラーラーを詰め込んだ「悪臭爆弾」を作り、警察側に投げた。2010年2月1日の昼、排泄物の袋とプラーラーがアピシット・ウェーチャチーワ首相の家に投げ込まれた。アピシット首相はタクシン元首相の資産差し押さえの裁判に関連していた。副首相のステープ・トゥアクスパンはこの事件に関して反独裁民主戦線を明示的に非難した。その後犯人は逮捕された。犯人は自白し、彼は自宅近くでタバコを吸う人たちへの苦情に対する警察の無関心に腹を立てて悪臭爆弾を投げたと主張した。